# Hambye
Hambye és un municipi francès situat al departament de la Manche i a la regió de Normandia. L'any 2007 tenia 1.171 habitants.

## Demografia

### Població
El 2007 la població de fet de Hambye era de 1.171 persones. Hi havia 528 famílies de les quals 183 eren unipersonals (61 homes vivint sols i 122 dones vivint soles), 183 parelles sense fills, 134 parelles amb fills i 28 famílies monoparentals amb fills.
La població ha evolucionat segons el següent gràfic:
Habitants censats

### Habitatges
El 2007 hi havia 691 habitatges, 535 eren l'habitatge principal de la família, 112 eren segones residències i 44 estaven desocupats. 656 eren cases i 17 eren apartaments. Dels 535 habitatges principals, 326 estaven ocupats pels seus propietaris, 198 estaven llogats i ocupats pels llogaters i 11 estaven cedits a títol gratuït; 16 tenien una cambra, 46 en tenien dues, 78 en tenien tres, 136 en tenien quatre i 259 en tenien cinc o més. 361 habitatges disposaven pel capbaix d'una plaça de pàrquing. A 273 habitatges hi havia un automòbil i a 166 n'hi havia dos o més.

### Piràmide de població
La piràmide de població per edats i sexe el 2009 era:
| Homes | Edats   | Dones |
| ----- | ------- | ----- |
| 0     | 95 o +  | 0     |
| 0     | 90 a 94 | 4     |
| 20    | 85 a 89 | 8     |
| 12    | 80 a 84 | 16    |
| 24    | 75 a 79 | 56    |
| 40    | 70 a 74 | 52    |
| 40    | 65 a 69 | 48    |
| 24    | 60 a 64 | 28    |
| 4     | 55 a 59 | 8     |
| 32    | 50 a 54 | 32    |
| 44    | 45 a 49 | 28    |
| 52    | 40 a 44 | 32    |
| 40    | 35 a 39 | 36    |
| 20    | 30 a 34 | 28    |
| 36    | 25 a 29 | 44    |
| 28    | 20 a 24 | 16    |
| 32    | 15 a 19 | 32    |
| 48    | 10 a 14 | 16    |
| 24    | 5 a 9   | 32    |
| 28    | 0 a 4   | 40    |

## Economia
El 2007 la població en edat de treballar era de 644 persones, 455 eren actives i 189 eren inactives. De les 455 persones actives 417 estaven ocupades (237 homes i 180 dones) i 37 estaven aturades (18 homes i 19 dones). De les 189 persones inactives 67 estaven jubilades, 52 estaven estudiant i 70 estaven classificades com a «altres inactius».

### Ingressos
El 2009 a Hambye hi havia 512 unitats fiscals que integraven 1.148 persones, la mediana anual d'ingressos fiscals per persona era de 14.214 €.

### Activitats econòmiques
Dels 67 establiments que hi havia el 2007, 1 era d'una empresa extractiva, 2 d'empreses alimentàries, 5 d'empreses de fabricació d'altres productes industrials, 16 d'empreses de construcció, 17 d'empreses de comerç i reparació d'automòbils, 2 d'empreses de transport, 5 d'empreses d'hostatgeria i restauració, 2 d'empreses financeres, 1 d'una empresa immobiliària, 3 d'empreses de serveis, 8 d'entitats de l'administració pública i 5 d'empreses classificades com a «altres activitats de serveis».
Dels 20 establiments de servei als particulars que hi havia el 2009, 1 era una oficina de correu, 3 guixaires pintors, 7 fusteries, 4 lampisteries, 1 electricista, 2 perruqueries i 2 restaurants.
Dels 5 establiments comercials que hi havia el 2009, 1 era una botiga de més de 120 m², 2 fleques, 1 una fleca i 1 una botiga de material de revestiment de parets i terra.
L'any 2000 a Hambye hi havia 90 explotacions agrícoles que ocupaven un total de 1.976 hectàrees.

## Equipaments sanitaris i escolars
L'únic equipament sanitari que hi havia el 2009 era una farmàcia.
El 2009 hi havia una escola elemental.

## Poblacions més properes
El següent diagrama mostra les poblacions més properes.